# Terese Cannon
Terese Cannon (Pittsford, 1 oktober 1995) is een Amerikaans beachvolleyballer.

## Carrière
Cannon volleybalde tijdens haar eerste jaar aan Georgetown University voor het universiteitsteam in de zaal, maar stapte het jaar daarop over naar de University of Southern California om daar te beachvolleyballen. In 2016 debuteerde ze aan de zijde van Josephine Kremer bij het toernooi van Manhattan Beach in de AVP Tour. Het daaropvolgende seizoen speelde ze een wedstrijd met Kremer en vier met Nicolette Martin waarmee ze als zevende eindigde in San Francisco. Het jaar daarop deed Cannon in totaal mee aan zeven AVP-toernooien, waarbij ze achtereenvolgens partnerde met Corinne Quiggle, Jace Pardon, Martin en Sarah Sponcil. Met Sponcil eindigde ze met een derde plaats in Chicago voor het eerst op het podium. In 2019 volleybalde ze in eigen land vier wedstrijden met Irene Pollock en drie wedstrijden met Kelly Reeves; met beide partners behaalde ze een derde plaats (Austin en Manhattan Beach). Met Pollock maakte Cannon bovendien haar debuut in de FIVB World Tour. In het seizoen 2018/19 namen ze deel aan twee toernooien waarbij ze twee negende plaatsen noteerden. Het seizoen daarop deed ze met Sponcil mee aan het FIVB-toernooi van Chetumal en werd ze met Reeves tweede in Siem Reap. Met Reeves speelde ze daarnaast drie wedstrijden in de Amerikaanse competitie waarbij ze niet verder kwam dan twee negende plaatsen.
In 2021 was Cannon met verschillende partners actief in de World Tour. Ze deed mee aan tien toernooien en haalde driemaal het podium. Met Delaney Mewhirter won ze het toernooi van Nijmegen, met Molly Turner werd ze tweede in Cervia en met Sara Hughes eindigde ze als derde in Itapema. In de AVP Tour kwam ze in drie wedstrijden tot een derde plaats in Atlanta aan de zijde van Turner. In 2022 vormde Cannon een vast team met Sponcil. Internationaal deed het duo mee aan negen toernooien in de Beach Pro Tour – de opvolger van de World Tour. Ze behaalden daarbij onder meer een tweede plaats in Kaapstad, een derde plaats in Kuşadası en een vijfde plaats in Uberlândia. Daarnaast namen ze deel aan de wereldkampioenschappen in Rome, waar ze in de achtste finale werden uitgeschakeld door het Duitse tweetal Svenja Müller en Cinja Tillmann. In de binnenlandse competitie kwamen Cannon en Sponcil op zeven toernooien in actie en behaalden ze vier podiumplaatsen waaronder een overwinning in Hermosa Beach.

## Palmares
Kampioenschappen
- 2022: 9e WK

FIVB World Tour
- 2020:  2* Siem Reap
- 2021:  1* Cervia
- 2021:  1* Nijmegen
- 2021:  4* Itapema

Beach Pro Tour
- 2022:  Kuşadası Challenge
- 2022:  Elite16 Kaapstad